# Jang Seung-eop
Jang Seung-eop, noto anche con lo pseudonimo di Owon, nome di cortesia Kyŏngyu (경유?, 景猶?, Gyeong-yuLR, KyŏngyuMR) (장승업?, 張承業?, Chang SŭngŏpMR; Corea, 1843 – 1897), è stato un pittore coreano.
Fu uno dei pochi pittori a prendere rilievo durante la corte Joseon.
Cresciuto orfano, Owon imparò la pittura mentre viveva nella casa di un'altra famiglia. Ebbe dapprima l'opportunità di dipingere illimitatamente quando venne preso nel focolare dell'aristocratico Yi Ung-heon. Successivamente, il suo talento divenne diffusamente conosciuto e dipinse enormemente in ogni genere del tempo, tra cui paesaggi, fiori e dipinti di vita quotidiana.
Insieme ai primi pittori Danwon e Hyewon, Owon è ricordato oggi come uno dei "Tre Won" del periodo pittorico di Joseon.
La sua vita è stata drammatizzata nel premiato film del 2002 Ebbro di donne e di pittura (Chihwaseon) diretto da Im Kwon-taek.